# Coolafancy
Coolafancy (irl. Cúl na Fuinse) – wieś w Irlandii, w prowincji Leinster, w hrabstwie Wicklow. Leży pomiędzy miejscowościami Tinahely i Carnew, przy drodze regionalnej R748. We wsi znajduje się szkoła podstawowa, do której uczęszczają dzieci również z okolicznych miejscowości: Coolboy, Hillbrook, Coolroe, Cummer i Cummerduff.